# 刘五拂
刘五拂（1041年—12世纪？），辽朝宰相刘六符和燕国太夫人李氏的第三女。
大安年间，她就随母亲见通理策上人，得法号善诫。她嫁给司勋郎中高某齐，生下三男一女，三十六岁寡居，发誓不再嫁，于是落发为精行尼。寿昌二年（1096年）正月初五，五十六岁剃发，受十戒为沙弥尼，四月十二领六法。四月十九日，圆大比丘戒。七月，赐紫方袍，赐号悟空大德。当时，孀居的士大夫妻子好几位跟她一起出家。家人纷纷供养她们的头发。乾统元年（1101年），僧人了洙为她撰发塔铭并序。